# 메리 라이언
메리 메이슨 라이언(/ˈlaɪ.ən/; 1797년 2월 28일 – 1849년 3월 5일)은 미국의 여성 교육 개척자였다. 그녀는 1834년 매사추세츠주 노턴에 휘튼 여자 신학원(현 휘튼 칼리지)을 설립했다. 이어서 1837년 매사추세츠주 사우스해들리에 마운트 홀리오크 여자 신학원(현 마운트 홀리오크 칼리지)을 설립하고 12년 동안 초대 총장(또는 "교장")을 역임했다. 라이언의 비전은 지적 도전과 도덕적 목적을 결합한 것이었다. 그녀는 사회경제적 다양성을 중시하며, 겸손한 수단의 학생들도 신학원을 감당할 수 있도록 노력했다.

## 초기 생애
매사추세츠주 버클랜드의 농가에서 태어난 라이언은 힘든 어린 시절을 보냈다. 그녀의 아버지는 그녀가 다섯 살 때 돌아가셨고, 온 가족이 농장을 운영하는 데 힘을 보탰다. 라이언이 열세 살 때 어머니는 재혼하여 떠났고, 그녀는 농장을 이어받은 오빠 아론을 위해 집을 지키기 위해 버클랜드에 남았다. 라이언은 여러 지역 학교를 간헐적으로 다녔고, 1814년 17세에 여름학교 교사로 처음 초빙되어 그곳에서 가르치기 시작했다. 라이언의 소박한 시작은 중간 및 가난한 배경을 가진 소녀들에게 교육 기회를 확대하려는 그녀의 평생의 헌신을 길렀다.
라이언은 결국 애시필드의 샌더슨 아카데미와 매사추세츠주 동부의 바이필드 신학원이라는 두 중등 학교에 다닐 수 있었다. 바이필드에서 그녀는 교장 조지프 에머슨 목사와 그의 조수 질파 폴리 그랜트와 친구가 되었다. 그녀는 또한 기독교적 헌신이 스며든 엄격한 학문적 교육이라는 바이필드의 정신을 흡수했다. 라이언은 그 후 샌더슨, 버클랜드에 있는 자신의 작은 학교, 애덤스 여자 아카데미(그랜트가 운영), 입스위치 여자 신학원(역시 그랜트가 운영) 등 여러 아카데미에서 가르쳤다. 아모스 이턴의 당시 참신하고 인기 있던 실험실 식물학 강의에 라이언이 참석한 것은 여자 신학원 운동에 대한 그녀의 참여에 영향을 미쳤다.
1834년, 라반 휘튼과 그의 며느리 엘리자 베이리스 채핀 휘튼은 매사추세츠주 노턴에 휘튼 여자 신학원(현 휘튼 칼리지) 설립을 돕기 위해 메리 라이언을 찾았다. 라이언은 교직을 떠나 신학원 설립을 위한 기부금을 그녀의 특징적인 초록색 지갑에 모았다. 그녀는 남자 대학의 교육과 동등한 질을 목표로 첫 번째 교육 과정을 만들었다. 그녀는 또한 첫 교장인 유니스 칼드웰을 제공했다. 휘튼 여자 신학원은 1835년 4월 22일 50명의 학생과 3명의 교사로 문을 열었다. 라이언과 칼드웰은 8명의 휘튼 학생들과 함께 휘튼을 떠나 마운트 홀리오크 여자 신학원을 열었다.

## 마운트 홀리오크

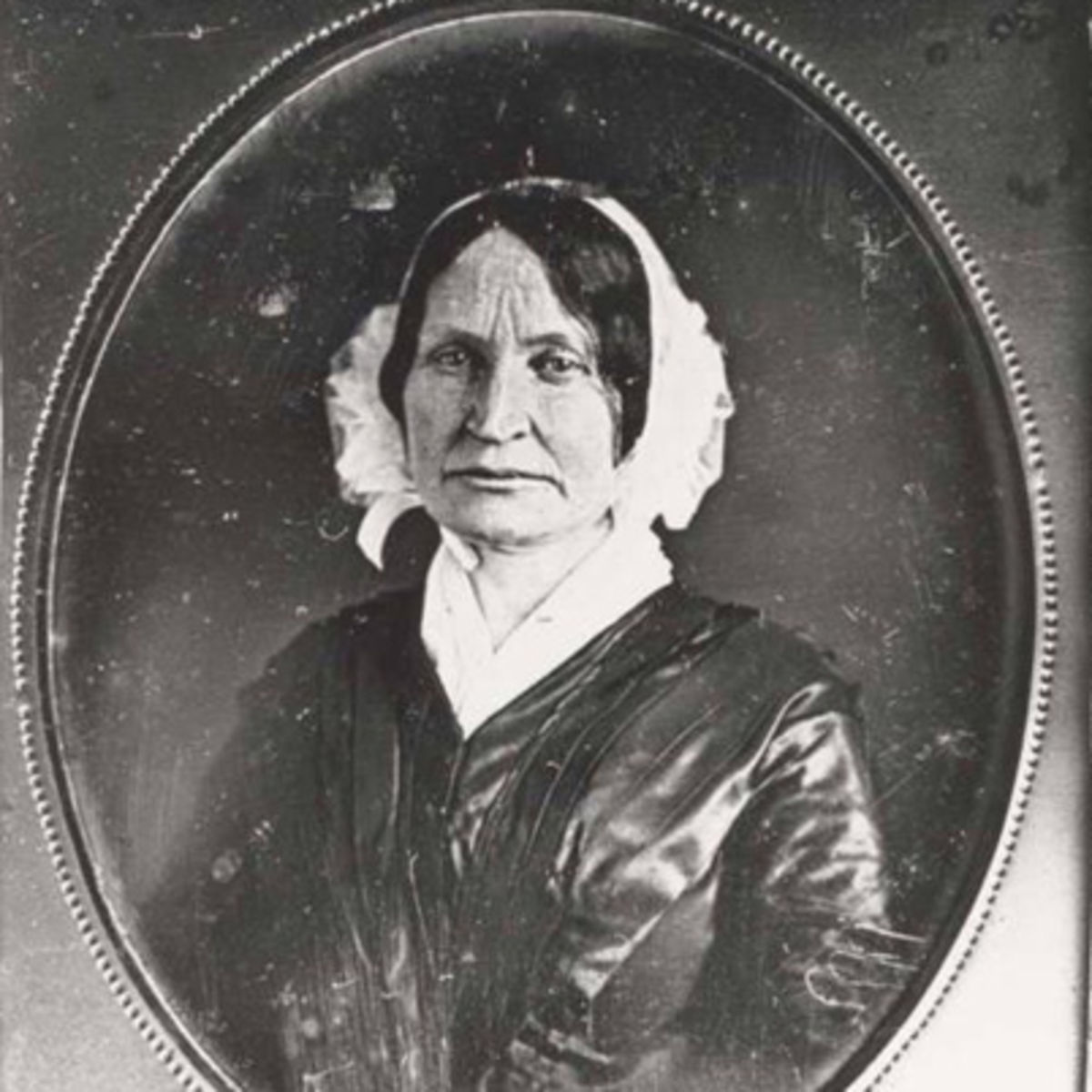
라이언, 1845년경

이 초기 시절 동안 라이언은 마운트 홀리오크 여자 신학원에 대한 비전을 점차 발전시켰다. 이 학교는 여러 면에서 그랜트의 학교와 비슷하겠지만, 라이언은 더 넓은 사회경제적 범위에서 학생들을 끌어들이기를 바랐다. 이 칼리지는 부유한 자녀가 아닌 소박한 수단을 가진 사람들에 의해 설립되었고 그들의 딸들을 위해 봉사했다는 점에서 독특했다. 그녀는 조지프 에머슨 목사에게 특히 영향을 받았는데, 그의 여성 교육에 관한 담론 (1822년)은 여성이 "다른 성별을 기쁘게 하기"보다는 교사로 훈련되어야 한다고 주장했다.
마운트 홀리오크는 1837년에 문을 열었다: 신학원은 "1837년 11월 8일 학자들을 맞이할 준비"가 되었다. 라이언은 높은 학업 기준을 유지하기 위해 노력했다: 그녀는 엄격한 입학 시험을 설정하고 "성인 연령의 성숙한 성격의 젊은 여성"을 입학시켰다.
그녀의 사회적 비전에 따라, 그녀는 학비를 연간 60달러로 제한했는데, 이는 그랜트가 입스위치 여자 신학원에서 부과한 학비의 약 3분의 1에 해당하며, 이는 "모든 계층의 지성에 호소하는" 그녀의 사명에서 핵심적인 부분이었다. 비용을 낮게 유지하기 위해 라이언은 학생들에게 가사 업무를 수행하도록 요구했다. 이는 초기 형태의 일/학습 제도였다. 이러한 업무에는 식사 준비, 바닥과 창문 청소 등이 포함되었다. 1847년에 신학원에 다녔던 에밀리 디킨슨은 칼 청소 임무를 맡았다. 그러나 이것은 오래가지 못했다. 2019년 현재 마운트 홀리오크는 대학 등록금을 연간 71,828달러로 추정한다. 대학은 다양한 형태의 재정 지원을 제공한다.
여성을 위한 매일의 운동의 중요성을 일찍이 믿었던 라이언은 학생들에게 "아침 식사 후 1마일(1.6km) 걷기"를 요구했다. 뉴잉글랜드의 춥고 눈 오는 겨울에는 45분으로 요구 사항을 줄였다. 칼리스데닉스—운동의 한 형태—는 저장 공간이 체육관으로 정리될 때까지 난방이 되지 않는 복도에서 교사들이 가르쳤다.
라이언의 정책은 때때로 논란이 있었지만, 신학원은 곧 목표로 했던 200명의 학생들을 유치했다. 라이언은 여성의 역할 변화를 예상하고, 학생들에게 과학에 특히 중점을 둔 포괄적이고 엄격하며 혁신적인 교육을 제공했다. 그녀는 다음을 요구했다:
졸업을 위해 과학 및 수학 7개 과정을 이수하도록 했으며, 이는 다른 여성 신학원에서는 전례가 없는 요구 사항이었다. 그녀는 여성들에게 과학을 배우는 "새롭고 특이한 방법"인 직접 수행하는 실험실 실험을 소개했다. 그녀는 학생들이 바위, 식물, 실험실 작업 샘플을 수집하고 지질 형성 및 최근 발견된 공룡 발자국을 조사하는 현장 학습을 조직했다.
라이언은 매사추세츠주 입스위치 여자 신학원의 부교장으로 있을 때 여성 교육 방법에 대한 자신의 아이디어를 발전시켰다. 1837년까지 그녀는 여러 후원자들을 설득하여 자신의 이상과 미국 최초의 진정한 여성 대학을 지원하도록 했다. 사우스해들리 마을은 땅과 주요 건물을 기부했다. 라이언의 캠퍼스 배치는 남성 대학과 동등한 엄격하고 포괄적인 교육 과정을 지원하는 물리적 환경을 제공함으로써 여성 고등 교육을 위한 널리 모방된 모델을 제공했다. 라이언의 혁신적인 목표는 그녀의 신학원을 당시 다른 여성 신학원과 차별화하여, 남성 대학과 동등한 교육 과정을 제공했다. 모든 학생들은 거의 사생활 없이 한 건물에서 일했다. 모든 여성 교수진과의 긴밀한 접촉과 개인의 강점과 약점에 대한 일일 자가 보고가 있었다. 대학은 100여 명의 학생들이 하루 한 시간씩 요리와 청소, 부지 관리와 같은 일상적인 허드렛일을 대부분 처리하면서 직원을 최소한으로 줄였다. 라이언은 개인주의와 독립성을 장려하는 남성 대학의 목표를 거부하고, 대신 암허스트나 윌리엄스 같은 근처 남성 대학의 성공에 필적할 수 있는 여성 연합팀이라는 집단적 이상을 육성했다. 교육 과정은 여성들이 기하학, 미적분학, 라틴어, 그리스어, 과학, 철학, 역사와 같은 과목을 공부할 수 있도록 허용했는데, 이는 19세기 다른 여성 신학원에서는 일반적으로 가르치지 않았다. 라이언이 당시의 경제적 어려움에도 불구하고 여성 고등 교육 기관을 설립하려는 노력은 더 많은 여성들이 형제들과 동일한 고등 교육 기회를 가질 수 있는 길을 열었다.
마운트 홀리오크 여자 신학원은 19세기 전반에 설립된 젊은 여성을 위한 몇몇 기독교 고등 교육 기관 중 하나였다. 마운트 홀리오크를 설립하기 전에 라이언은 하트퍼드 여자 신학원과 입스위치 여자 신학원 모두의 발전에 기여했다. 그녀는 또한 1834년에 휘튼 여자 신학원(현 휘튼 칼리지) 설립에도 참여했다. 마운트 홀리오크 여자 신학원은 1836년에 교사 신학원으로 인가를 받았고 1837년 11월 8일에 학생들에게 문을 열었다. 배서 칼리지와 웰즐리 칼리지 모두 마운트 홀리오크를 본떠 만들어졌다.
역사가 아만다 포터필드에 따르면, 라이언은 마운트 홀리오크를 "모두가 볼 수 있는 기독교 사회의 모델을 제공하는 종교 기관"으로 만들었다. 학생들은 "교회 예배, 예배당 강론, 기도회, 성경 연구 모임에 참석해야 했다. 하루에 두 번 교사와 학생들은 개인 기도 시간을 가졌다. 모든 기숙사 방에는 룸메이트들이 기도하는 동안 사생활을 보호하기 위한 두 개의 큰 조명 딸린 옷장이 있었다." 마운트 홀리오크 여자 신학원은 앤도버 신학원의 자매 학교였다. 1859년까지 60명 이상의 선교 졸업생이 있었고, 1887년까지 이 학교의 졸업생은 ABCFM의 모든 미국 여성 선교사의 5분의 1을 차지했으며, 세기말까지 248명의 졸업생이 선교 분야에 진출했다.

## 종교
콘포티(1993)는 라이언에게 종교가 갖는 핵심적인 중요성을 고찰한다. 그녀는 침례교로 자랐으나 스승인 조지프 에머슨 목사의 영향을 받아 회중교회로 개종했다. 라이언은 마운트 홀리오크에서 부흥회를 설교하고 다른 곳에서도 강연했으며, 목사는 아니었지만 뉴잉글랜드 신학 목사단의 일원이었다. 그녀는 조너선 에드워즈의 사상 부흥에 중요한 역할을 했는데, 그의 저작은 그의 시대보다 더 자주 읽혔다. 그녀는 자제, 자기 부정, 무사 무욕의 자애심에 대한 그의 사상에 끌렸다.

## 사망

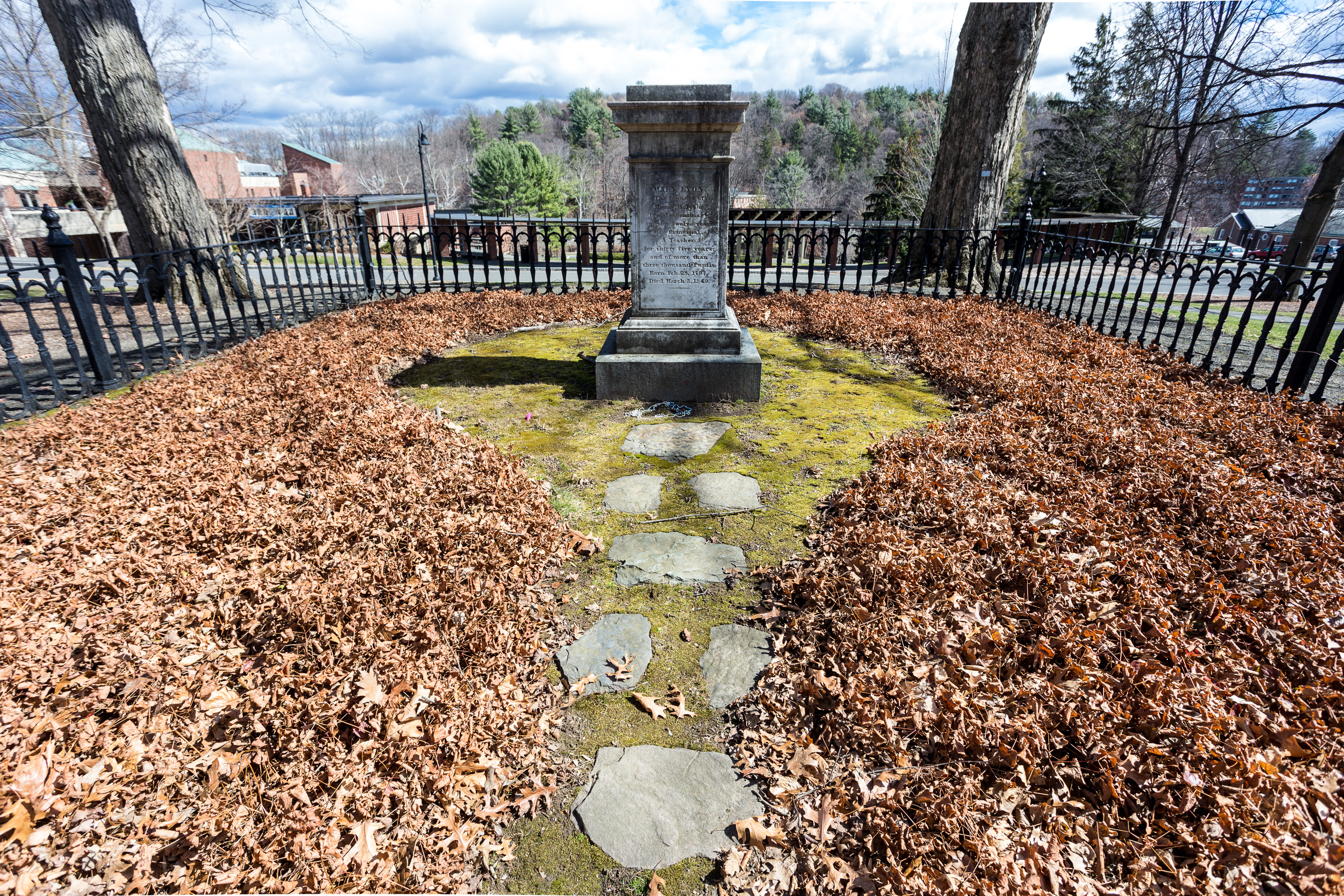
마운트 홀리오크 캠퍼스에 있는 메리 라이언의 묘비

라이언은 단독 (자신이 돌보던 아픈 학생으로부터 감염되었을 가능성)으로 1849년 3월 5일에 사망했다. 라이언은 포터 홀 앞과 원형 극장 뒤편에 있는 마운트 홀리오크 칼리지 캠퍼스에 묻혔다. 그녀의 묘지는 철 울타리로 둘러싸인 화강암 표지석으로 표시되어 있다.

## 유산
메리 라이언은 매사추세츠주 입스위치 여자 신학원 부교장으로 있을 때 여성 교육 방법에 대한 자신의 아이디어를 발전시켰다. 40세가 되었을 때, 그녀는 후원자들을 설득하여 자신의 새로운 학교, 즉 여성들을 위한 최초의 진정한 대학에 후원하도록 했다. 마운트 홀리오크 여자 신학원은 1837년 11월 8일 매사추세츠주 사우스해들리에서 문을 열었다. 마을은 땅과 주요 건물을 기부했다. 라이언의 캠퍼스 배치는 남성 대학과 동등한 엄격하고 포괄적인 교육 과정을 지원하는 물리적 환경을 제공함으로써 여성 고등 교육을 위한 널리 모방된 모델을 제공했다. 라이언의 혁신적인 목표는 그녀의 신학원을 당시 다른 여성 신학원과 차별화하여, 남성 대학과 동등한 교육 과정을 제공했다. 모든 학생들은 거의 사생활 없이 한 건물에서 일했다. 모든 여성 교수진과의 긴밀한 접촉과 개인의 강점과 약점에 대한 일일 자가 보고가 있었다. 대학은 100여 명의 학생들이 하루 한 시간씩 요리와 청소, 부지 관리와 같은 일상적인 허드렛일을 대부분 처리하면서 직원을 최소한으로 줄였다. 라이언은 개인주의와 독립성을 장려하는 남성 대학의 목표를 거부하고, 대신 암허스트나 윌리엄스 같은 근처 남성 대학의 성공에 필적할 수 있는 여성 연합팀이라는 집단적 이상을 육성했다. 교육 과정은 여성들이 기하학, 미적분학, 라틴어, 그리스어, 과학, 철학, 역사와 같은 과목을 공부할 수 있도록 허용했는데, 이는 19세기 다른 여성 신학원에서는 일반적으로 가르치지 않았다. 라이언이 당시의 경제적 어려움에도 불구하고 여성 고등 교육 기관을 설립하려는 노력은 더 많은 여성들이 형제들과 동일한 고등 교육 기회를 가질 수 있는 길을 열었다.
역사가 아네트 백스터에 따르면, 라이언은 독실하고 실용적이며 당시의 교육적 정통성에 확고히 전념하면서도 여성 교육자와 학생들을 위한 완전히 새로운 역할을 개척했다. 그녀는 적응력이 뛰어나고 모험적이었으며, 자급자족했고 봉사에 헌신했다. 그녀의 개인적인 강점은 마운트 홀리오크 신학원의 기초에 다시 나타났다. 예를 들어, 모든 학생들에게 가족의 재산과 상관없이 일을 요구했는데, 이는 비용을 줄이고, 캠퍼스 내 평등을 보장하며, 생전 처음으로 하인 없이 집을 떠나 사는 젊은 여성들에게 책임감을 길러주었다. 주요 남성 대학에서 정립된 교육 과정에 대한 관심은 그녀의 개신교 선교 활동 장려를 통해 확장되었다. 이 대학의 교육학적 접근 방식은 점진주의를 강조하여 급격한 도약보다는 꾸준한 발전을 기대했다. 그녀의 성취 기준은 젊은 여성들을 위한 일반적인 마무리 학교보다 훨씬 높았는데, 이는 상류층 양키 고객을 위한 주요 경쟁 상대였다. 라이언의 활기차고 자비롭고 매력적인 성격은 교수진, 학생, 졸업생, 후원자들의 애정을 얻었다. 그녀의 배경은 비교적 좁았지만, 학생들에 대한 그녀의 열망은 그들이 하고자 하는 모든 것을 이룰 수 있다는 자신감을 심어주는 것이었다.
마운트 홀리오크 칼리지의 메리 라이언 홀을 포함하여 많은 건물들이 그녀의 이름을 따서 명명되었다. 1897년에 옛 신학원 건물 부지에 지어진 이 홀은 대학 사무실, 강의실, 예배당을 수용하고 있다. 마운트 홀리오크 칼리지는 그녀의 묘지 옆에서 열리는 졸업식을 통해 그녀의 유산을 계속 기리고 있다. 휘튼 여자 신학원의 주요 강의실 건물로, 원래 뉴 세미너리 홀이라고 불렸던 곳은 1910년에 메리 라이언 홀로 이름이 바뀌었고 여전히 휘튼 칼리지 캠퍼스에서 중요한 위치를 차지하고 있다. 메리 라이언의 이름을 딴 기숙사는 마이애미 대학교, 뉴햄프셔주의 플리머스 주립 대학교, 스와스모어 칼리지, 매사추세츠 대학교 암허스트에서도 찾아볼 수 있다. 터코마의 메리 라이언 초등학교는 그녀의 이름을 따서 명명되었다. 라이언 K–8과 매사추세츠주 보스턴의 메리 라이언 파일럿 고등학교도 그녀의 이름을 따서 명명되었다.
배서 칼리지, 웰즐리 칼리지 및 옛 웨스턴 여자 칼리지는 마운트 홀리오크를 본떠 만들어졌고 메리 라이언의 노력은 앤 두딘 브라운이 런던에 웨스트필드 칼리지를 설립하는 계기가 되었다. 오클라호마주의 체로키 여자 신학원(현 노스이스턴 주립 대학교)은 "마운트 홀리오크에서 최초의 여성 신학원 교수진을 확보했으며, 또한 매사추세츠 학교를 자신들이 설립한 기관의 본보기로 사용했다."
1905년에 라이언은 뉴욕의 위대한 미국인 명예의 전당에 헌액되었다. 1993년에는 뉴욕주 세네카폴스의 전미 여성 명예의 전당에 헌액되었다.
그녀는 미국 우편국의 2센트 위대한 미국인 시리즈 우표로 영예를 얻었다.

## 내용주
1. 1 2 3  Green, Elizabeth Alden (1979). 《Mary Lyon and Mount Holyoke》. Hanover, New Hampshire: University Press of New England. 406쪽. ISBN 0-87451-172-0.
2. ↑  Woody, T. (1929). 《A history of women's education in the United States》. 《Science & Education》 4 (Science Press).
3. ↑  Newcomer, M. (1959). 《A century of higher education for American women》. New York: Harper & Brothers.
4. ↑  Warner, D. J. (1978). 《Science education for women in antebellum America》. 《Isis》 69. 58–67쪽. doi:10.1086/351933. PMID 387657.
5. ↑  “1834 Wheaton is born”. 《Wheaton College History》. 2016년 4월 19일에 확인함.
6. 1 2  “Mary Lyon (1797–1849), teacher – Emily Dickinson Museum” (미국 영어). 2022년 12월 6일에 확인함.
7. ↑  Cole, Arthur Charles (1940). 《A hundred years of Mount Holyoke college》. New Haven, CT: Yale University Press.
8. 1 2 3  Hartley, James (2008). 《Mary Lyon: Documents and Writings》. South Hadley, MA: Doorlight Publications. 163쪽. ISBN 9780977837250.
9. ↑  Dickinson, Emily. “Autograph letter signed, dated 6 November 1847, to Abiah Root”. Mount Holyoke College. 2014년 3월 7일에 원본 문서에서 보존된 문서. 2013년 11월 22일에 확인함.
10. ↑  “Cost of Attendance”. 2014년 12월 19일.
11. ↑  “Financial Aid”. mtholyoke.edu. 2023년 1월 3일에 확인함.
12. ↑  “Daily Mary Lyon's Influence on Science Education for Women”. mtholyoke.edu. 2012년 3월 9일에 원본 문서에서 보존된 문서. 2006년 9월 1일에 확인함.
13. 1 2  Horowitz, Helen Lefkowitz (1993). 《Alma Mater: Design and Experience in the Women's Colleges from Their ...》. Univ of Massachusetts Press. ISBN 978-0870238697. 2012년 7월 14일에 확인함 – Google Boeken 경유.
14. 1 2  See "The Founding of Mount Holyoke Female Seminary" (2022)  online
15. 1 2  Andrea L. Turpin, "The Ideological Origins of the Women’s College: Religion, Class, and Curriculum in the Educational Visions of Catharine Beecher and Mary Lyon." History of Education Quarterly 50#2 (2010), pp. 133–158. online.
16. ↑  The major study is Helen Lefkowitz Horowitz, Alma mater: Design and experience in the women's colleges from their nineteenth-century beginnings to the 1930s (2nd ed., U of Massachusetts Press, 1993).
17. ↑  Gilchrist, Beth Bradford (1910). 《First Charter of Mount Holyoke》. Houghton Mifflin. 436쪽. 2011년 2월 20일에 확인함. mount holyoke chartered 1836.
18. 1 2  Jennifer L. Crispen. “Seven Sisters and a Country Cousin”. sbc.edu. 2007년 8월 18일에 원본 문서에서 보존된 문서. 2007년 7월 14일에 확인함.
19. ↑  Porterfiled, Amanda (1997). 《Mary Lyon and the Mount Holyoke Missionaries》. Oxford: Oxford University Press. 32쪽. ISBN 978-0195113013.
20. ↑  “Daily Life at Mount Holyoke”. mtholyoke.edu. 2010년 1월 13일에 원본 문서에서 보존된 문서. 2006년 9월 1일에 확인함.
21. ↑  《Did You Know?》. 《Christian History & Biography》 90. Spring 2006. 3–4쪽.
22. 1 2  “Mary Lyon's Grave”. Mount Holyoke College. 2016년 10월 2일에 원본 문서에서 보존된 문서. 2016년 9월 28일에 확인함.
23. ↑  The major study is Helen Lefkowitz Horowitz, Alma mater: Design and experience in the women's colleges from their nineteenth-century beginnings to the 1930s (U of Massachusetts Press, 1993).
24. ↑  Annette K. Baxter, "Lyon, Mary Mason", in John A. Garraty. ed. Encyclopedia of American Biography (1974) pp. 698–699.
25. ↑  “Mary Lyon Hall”. 《Mount Holyoke College》. 2016년 2월 25일에 원본 문서에서 보존된 문서. 2016년 4월 19일에 확인함.
26. ↑  “1849– New Seminary Hall / Mary Lyon Hall”. 《Wheaton College History》. 2016년 4월 19일에 확인함.
27. ↑  Mary Lyons Elementary School webpage. Retrieved 2016-10-31
28. ↑  “School Listings / Lyon K–8 School”. 《www.bostonpublicschools.org》 (영어). 2024년 8월 2일에 확인함.
29. ↑  “Mary Lyon Pilot High School / Mary Lyon Pilot HS Homepage”. 《www.bostonpublicschools.org》 (영어). 2024년 8월 2일에 확인함.
30. ↑  Janet Sondheimer, ‘Brown, Ann Dudin (1822–1917)’, Oxford Dictionary of National Biography, Oxford University Press, 2004
31. ↑  Raymond Schuessler, "It All Began with Mary Lyon," NRTA Journal, March–April 1978, 13–15; Althea Bass, Cherokee Messenger (University of Oklahoma Press, 1996), 277; Althea Bass, A Cherokee Daughter of Mount Holyoke (Muscatine, Iowa: The Prairie Press, 1937), 5–9, all cited by Brad Agnew, Northeastern: Centennial History (Tahlequah, Okla.: John Vaughan Library, Northeastern State University), ch. 1, p. 3., reproduced at http://library.nsuok.edu/digital/nsucentennialhistory/01.pdf (accessed 10 Jan. 2014).
32. ↑  《Mary Lyons: Early Chemical Educator》. 《Chemical Heritage Magazine》 15. 1997. 5쪽.

## 더 읽어보기
- Conforti, Joseph A. "Mary Lyon, the Founding of Mount Holyoke College, and the Cultural Revival of Jonathan Edwards," Religion and American Culture, Winter 1993, Vol. 3 Issue 1, pp 69–89
- Gilchrist, Beth Bradford. "The Life of Mary Lyon" (1910), Boston: Houghton Mifflin Company
- Green, Elizabeth Alden. Mary Lyon and Mount Holyoke: Opening the Gates (1979), University Press of New England, Hanover, New Hampshire, the standard biography
- Handler, Bonnie S. and Carole B. Shmurak. "Mary Lyon and the Tradition of Chemistry Teaching at Mount Holyoke Seminary, 1837–1887," Vitae Scholasticae, 1990, Vol. 9 Issue 1/2, pp 53–73
- Hartley, James E. "Mary Lyon: Documents & Writings" (2008), Doorlight Publications, South Hadley, MA
- Horowitz, Helen. Alma Mater: Design and Experience in the Women's Colleges from Their Nineteenth-Century Beginnings to the 1930s (1984)
- Porterfield, Amanda. Mary Lyon and the Mount Holyoke Missionaries (1997)
- Sklar, Kathryn Kish. "The Founding of Mount Holyoke College," in Carol Ruth Berkin and Mary Beth Norton, eds. Women of America: A History (1979) pp 177–201
- Turpin, Andrea L. "The Ideological Origins of the Women's College: Religion, Class, and Curriculum in the Educational Visions of Catharine Beecher and Mary Lyon," History of Education Quarterly, May 2010, Vol. 50 Issue 2, pp 133–158

### 영화
- Mary Lyon: Precious Time, directed by Jean M. Mudge; San Anselmo, Calif.: Viewfinder Films, [n.d.] ISSN 0018-2680.